# Кайла (диалект)
Кайла (геэз ካይልኛ) — один из двух диалектов агавского языка кемант, на котором в прошлом говорили эфиопские евреи. Название кайла также иногда используется для обозначения обоих диалектов. Диалект известен только в эфиопской транслитерации из неопубликованных записок Жака Файтловича. Используется эфиопскими евреями по сей день .